# Chino Moreno
Chino Moreno (nascido Camillo Wong Moreno; Sacramento, 20 de junho de 1973) é um músico estadunidense. Ele é mais conhecido como o vocalista, compositor e guitarrista da banda de Metal alternativo formada em 1988, Deftones.
Ele também é membro dos projetos paralelos Team Sleep e Crosses. Moreno é conhecido por seus característicos gritos e de seus diferenciados vocais, assim como sua voz de tenor calmante enquanto cantava melodicamente. Em 2007, ele foi colocado no número 51 na Hit Parader dos "100 Maiores Vocalistas de Metal de Todos os Tempos".

## História
Moreno nasceu em Sacramento, Califórnia, filho de um pai mexicano e uma mãe de origem espanhola, chinesa, indígena e irlandesa, sendo a origem chinesa o motivo de seu apelido Chino, que significa "chinês" em espanhol. Ele é o segundo de cinco filhos. Frequentou o McClatchy High School, onde conheceu Abe Cunningham e Stephen Carpenter, com quem fundou Deftones em 1988. Antes de se tornar um músico profissional, Moreno teve um dia de trabalho na Tower Records.

## Vida Pessoal
Moreno foi casado duas vezes. Ele foi casado com sua primeira esposa, Celeste Schroeder, de 1994 a 2006; o casal teve dois filhos. Ele se casou com sua segunda esposa, Risa-Mora Moreno, em 2012; o casal tem uma filha. Desde 2013, Moreno e sua família residem em Bend, Oregon.
Moreno foi fumante frequente durante a maior parte de sua vida; no entanto, ele afirma que parou de fumar em 2007.

## Deftones
Formou o Deftones em 1988, junto com Abe Cunningham e Stephen Carpenter, no McClatchy High School. O álbum de estreia da banda foi lançado 7 anos após sua formação, o álbum Adrenaline, lançado em 1995 pela gravadora Maverick Records. O álbum conseguiu sucesso graças aos esforços da banda em longas turnês e festivais. O álbum atingiu a posição 23 no top de iniciantes em vendas Heatseekers da revista Billboard e conseguiu certificação de platina em 2007 pela RIAA, reconhecendo a marca de 1 milhão de cópias vendidas nos EUA. O segundo álbum foi lançado em 1997, Around the Fur, que marcou a primeira entrada da banda no top principal da Billboard, a Billboard 200, na posição 29, além da primeira posição no Heatseekers. O álbum também trouxe os bem sucedidos singles "My Own Summer (Shove It)" e "Be Quiet and Drive (Far Away)", que fizeram com que a banda também atingisse tops internacionalmente, como a posição 56 no Reino Unido. O álbum foi certificado com platina pela RIAA.
Em 2000 a banda lançou o seu mais aclamado e bem sucedido álbum, White Pony. O álbum estreou na posição 3 na Billboard 200, com 178 000 cópias vendidas na primeira semana. Trouxe também os bem sucedidos singles "Change (In the House of Flies)" e "Digital Bath", ambos atingindo a terceira posição no top Alternative Songs de mais vendidos do gênero Rock, sendo que o primeiro se tornou um hit nas rádios de rock. A música Change (in the House of Flies) também fez parte do filme A Rainha dos Condenados deixando uma pegada muito marcante para os amantes desse filme tendo essa música incrível e viajante em sua trilha sonora. O terceiro single, "Back to School (Mini Maggit)", saiu de uma versão limitada do álbum. White Pony foi aclamado pela critica, colocado em várias listas de melhores álbuns do ano e de melhores da década, também sendo o álbum mais vendido da banda até atualmente, conseguindo certificação de platina nos EUA e ouro no Reino Unido, Austrália de Canadá, vendido mais de 2 milhões de cópias mundialmente. Também bem sucedido no Brasil, trouxe a banda ao Rock In Rio 3 em 2001.
O álbum também trouxe um Grammy Awards para a banda, um Grammy pela Melhor actuação de Metal com a canção "Elite" em 2001, vencendo das consagradas bandas Iron Maiden, Marilyn Manson, Pantera e Slipknot.
A banda ainda lançou o álbum homônimo Deftones atingindo a posição 2 na Billboard 200, a melhor posição da banda na parada até hoje, e o single hit Minerva. Lançaram em 2006, o quinto álbum Saturday Night Wrist, estreando em 10 na Billboard 200.
Depois do acidente de carro do baixista Chi Cheng, a banda gravou o não-lançado álbum Eros, alegando que não era o que a banda queria lançar. Apesar disso, a banda lançou em 2010 o álbum Diamond Eyes. Aclamado pela critica e fãs, o álbum atingiu a posição 6 na Billboard 200, vendendo 62 000 cópias nos EUA em sua primeira semana. O álbum lançou os populares singles "Rocket Skates", "You've Seen the Butcher" e "Diamond Eyes". Foi eleito o álbum do ano pela revista britânica Kerrang, além de terceiro álbum do ano pela também britânica Metal Hammer e votado como álbum de rock do ano pelo iTunes Store.

## Projetos Paralelos
Durante a realização de White Pony, Moreno começou a trabalhar em um projeto paralelo, Team Sleep. O grupo lançou seu álbum de estréia auto-intitulado em Maio de 2005.
Em março de 2011, Moreno afirmou estar trabalhando em um novo projeto paralelo conhecido como Crosses, com o guitarrista da banda Far, Shaun Lopez e Chuck Doom. Moreno descreveu o projeto como "mínimo e calmante, e é como o tipo de coisas que eu gosto de ouvir quando eu não estou gritando a minha cabeça fora". Seu auto-intitulado EP de estréia foi lançado em 2 de agosto de 2011.
Chino em 2011 começou a trabalhar com musicas para real filmes, onde seu destaque foi em Resident Evil desde 2011 Chino permite que suas musicas sejam postada como parte da trilha sonora do filme, algumas são feitas especialmente para cada filme, Em 2012 Chino deu sua musica Hexes para a trilha sonora do Filme Resident Evil 5, trabalhou com os criadores de Resident Evil o hóspede maldito, o grupo Tomandandy e Mandy Sinewy.

## Letras
Em relação a muitas vezes ambíguas ainda-forte imagem de Moreno em letras poéticas, ele cita: "[Às vezes] minhas letras não tem um tema específico, eu escrevo no papel os sentimentos do momento, não é fácil de explicar o conteúdo das letras ou dar um sentido lógico para as palavras. O que eu escrevo é também uma reação à música que fazemos, para que o som do Deftones 'não é pop, não comunicar sentimentos felizes. Paradoxalmente, minhas músicas favoritas dos álbuns falam sobre o amor, em uma visão claramente diferente ". Apesar disso, Moreno tem sido conhecido por escrever canções sobre questões sociais, como o racismo, a prostituição, a violência urbana e as drogas. No entanto, mesmo essas canções podem ser bastante vago e enigmático.
Algumas das influências musicais já citadas por Moreno estão The Cure, Bad Brains, The Smiths, My Bloody Valentine, Cocteau Twins, Duran Duran, The Smashing Pumpkins, Depeche Mode, Helmet, Jawbox, Faith No More, Hum, Kool Keith, Alice in Chains, Tool, Jane's Addiction, Nine Inch Nails, Sepultura, The Cardigans e Weezer.

## Discografia

### Com Deftones
- Adrenaline (1995, Maverick/Warner Bros.)
- Around the Fur (1997, Maverick/Warner Bros.)
- White Pony (2000, Maverick)
- Deftones (2003, Maverick)
- Saturday Night Wrist (2006, Maverick)
- Diamond Eyes (2010, Warner Bros./Reprise)
- Eros (gravado em 2008 mas não lançado)
- Koi No Yokan (2012, Warner Bros./Reprise)
- Gore (2016, Reprise Records)
- Ohms (2020, Reprise Records)
- Private Music (2025, Reprise Records)

### Com Team Sleep
- Team Sleep (2005, Maverick)
- Woodstock Sessions Vol. 4 (2015)

### Com Crosses
- EP 1 (2011, independente)
- EP 2 (2012, independente)
- Crosses (2014, Sumerian Records)
- Permanent Radiant (2022, Warner Records)
- Goodnight, God Bless, I Love U, Delete. (2023, Warner Records)

### Com Palms
- Palms (2013, Ipecac)